# Liste der Schulen in Oberhausen
Die Liste der Schulen in Oberhausen führt Schulen in der Ruhrgebietsstadt Oberhausen auf.
Die Stadt verfügt über 31 Grundschulen (davon 5 katholisch), 3 Realschulen, 5 Gymnasien, 4 Gesamtschulen, 3 Berufskollegs und 2 Förderschulen.

## Legende
- Name: aktueller, offizieller Name der Schule (Dépendancen sind kursiv geschrieben, in Klammern jeweils der Hauptstandort)
- Stadtteil: Stadtteil, in dem die Schule liegt
- Schulform: Grundschule, Förderschule, Hauptschule, Realschule, Gymnasium, Gesamtschule oder Berufskolleg
- Gründungsjahr: Bei Schulen, deren Schulform sich im Laufe der Zeit geändert hat oder die das Gebäude (auch mehrmals) gewechselt haben, ist trotzdem das Gründungsjahr des ältesten Vorläufers angegeben. Bei Schulzusammenlegungen ist allerdings das Jahr der Zusammenlegung aufgeführt.
- Aktuelle Schülerzahl: Soweit feststellbar, die aktuelle Schülerzahl (Stand 2024)
- Trägerschaft: kommunal, katholisch, privater Träger
- Namensherkunft: Herkunft oder Namensgeber der Schule
- Bemerkungen: Bemerkungen zur Geschichte, zum System oder zu sonstigen Eigenschaften der Schule

## Liste
| Name                                                | Stadtteil          | Schulform    | Gründungsjahr | Aktuelle Schülerzahl | Trägerschaft                 | Namensherkunft | Bemerkungen | Bild                                          |
| --------------------------------------------------- | ------------------ | ------------ | ------------- | -------------------- | ---------------------------- | --- | --- | --------------------------------------------- |
| Adolf-Feld-Schule                                   | Innenstadt         | Grundschule  | 1857          | 309                  | kommunal                     | Adolf Feld hatte 1854 begonnen, im Hinterzimmer einer kleinen Gaststätte Kinder zu unterrichten. 1857 ließ er das erste Schulgebäude errichten.                                                                                 | Die Gebäude der Adolf-Feld-Schule wurden 1986 bzw. 1991 als Nr. 27 bzw. 71 in die Denkmalliste für die Stadt Oberhausen aufgenommen. | Adolf-Feld-Schule                             |
| Alsfeldschule                                       | Alsfeld            | Grundschule  | 1904          | 267                  | kommunal                     | Die Schule befindet sich im Stadtteil Alsfeld. | Bis 1998 war die Alsfeldschule eine katholische Bekenntnisschule, bevor sie mit der evangelischen Forsthofschule zusammengelegt wurde. |                                               |
| Anne-Frank-Realschule                               | Innenstadt         | Realschule   | 1920          | 869                  | kommunal                     | Anne Frank (1929–1945) war ein jüdisches deutsches Mädchen, das Opfer des Holocausts wurde und ihre Erlebnisse während der Zeit des Nationalsozialismus in ihrem später veröffentlichten Tagebuch der Anne Frank niederschrieb. | Bis 1994 hieß die Schule nach dem Gründer Karl-Broermann-Realschule. Als die nationalsozialistische Schulliteratur Broermanns durch einen anonymen Artikel in der Zeitung Styrum Intern bekannt wurde, änderte die Schule ihren Namen in Anne-Frank-Realschule. | Anne-Frank-Realschule                         |
| Astrid-Lindgren-Schule                              | Schlad             | Grundschule  | 2012          | 438                  | kommunal                     | Astrid Lindgren, 1907–2002, schwedische Schriftstellerin | Die Astrid-Lindgren-Schule entstand 2012 aus der Zusammenlegung der Gemeinschaftsschule Astrid-Lindgren-Schule mit der katholischen Bekenntnisschule Johannesschule und trug zunächst den Namen Schule an der Stiftstraße. |                                               |
| Bertha-von-Suttner-Gymnasium                        | Marienviertel      | Gymnasium    |               | 1059                 | kommunal                     | Bertha von Suttner (1843–1914) war eine österreichische Pazifistin, Schriftstellerin und Friedensnobelpreisträgerin. | |                                               |
| Bismarckschule                                      | Alstaden           | Grundschule  | 1898          | 226                  | kommunal                     | Otto von Bismarck (1815–1898) war maßgeblich an der Gründung des Deutschen Reiches beteiligt und von 1871 bis 1890 erster Reichskanzler.                                                                                        | | Bismarckschule                                |
| Brüder-Grimm-Schule                                 | Innenstadt         | Grundschule  |               | 358                  | kommunal                     | Jacob (1785–1863) und Wilhelm Grimm (1786–1859) waren Sprachwissenschaftler und Herausgeber der Kinder- und Hausmärchen. | | Brüder-Grimm-Schule                           |
| Grundschule Buschhausen                             | Buschhausen        | Grundschule  | 2009          | 211                  | kommunal                     | Die Schule befindet sich im Stadtteil Buschhausen. | Die Grundschule Buschhausen entstand 2009 aus der Zusammenlegung der Gemeinschaftsschule Hegelschule und der katholischen Bekenntnisschule Lindnerschule. Im November 2015 legte die Verwaltung der Stadt Oberhausen einen Plan vor, der das baldige Ende des Standortes Lindnerstraße enthält. |                                               |
| Dépendance Buschhausen (Gesamtschule Weierheide)    | Buschhausen        | Gesamtschule |               |                      | kommunal                     | Die Dépendance befindet sich im Stadtteil Buschhausen. | |                                               |
| Christoph-Schlingensief-Schule                      | Schwarze Heide     | Förderschule |               | 176                  | Landschaftsverband Rheinland | Christoph Schlingensief (1960–2010) war ein Oberhausener Film- und Theaterregisseur. | Förderschule für körperliche und motorische Entwicklung |                                               |
| Zweigstelle Comeniusschule (Schillerschule)         | Klosterhardt       | Förderschule |               |                      | kommunal                     | Johann Amos Comenius, 1592–1670, Philosoph, Theologe und Pädagoge | Die Comeniusschule ist eine Zweigstelle der Förderschule Schillerschule. |                                               |
| Concordiaschule                                     | Lirich-Süd         | Grundschule  |               | 264                  | kommunal                     | Die Concordiaschule liegt in der Nähe der für die Entwicklung der Stadt Oberhausen sehr wichtigen Zeche Concordia. | |                                               |
| Elsa-Brändström-Gymnasium                           | Innenstadt         | Gymnasium    | 1874          | 846                  | kommunal                     | Elsa Brändström (1888–1948) war eine schwedische Philanthropin, die als „Engel von Sibirien“ in den russischen Gefangenenlagern des Ersten Weltkrieges bekannt wurde.                                                           | Es handelt sich um ein Montessorigymnasium. Die Schule wurde 2013 für den Deutschen Schulpreis nominiert. Das Schulgebäude des Elsa-Brandström-Gymnasiums wurde 1991 als Nr. 63 in die Denkmalliste für die Stadt Oberhausen aufgenommen. | Elsa-Brändström-Gymnasium                     |
| Erich-Kästner-Schule                                | Rothebusch         | Grundschule  |               | 240                  | kommunal                     | Erich Kästner (1899–1974) war ein deutscher Schriftsteller und Autor von Kinderbüchern. | |                                               |
| Falkensteinschule                                   | Knappenviertel     | Grundschule  | 1871          | 224                  | kommunal                     | Die Falkensteinschule liegt nahe der Falkensteinstraße, die ihrerseits nach der alten Flurbezeichnung „auf dem Falkenstein“ benannt ist.                                                                                        | Die evangelische Falkensteinschule an der Liebknechtstraße / Ecke Martin-Luther-Straße wurde 1871 eröffnet. 1968 wurde die bisherige Volksschule organisatorisch in eine Gemeinschaftsgrundschule und eine Hauptschule unterteilt. Die Grundschule zog wenig später auf die andere Seite der Liebknechtstraße auf das Gelände der ehemaligen Lipperschule. Das alte Schulgebäude der Falkensteinschule wurde 1991 als Nr. 70 in die Denkmalliste für die Stadt Oberhausen aufgenommen. Die Räumlichkeiten der inzwischen ausgelaufenen Hauptschule werden derzeit vom benachbarten Bertha-von-Suttner-Gymnasium genutzt. |                                               |
| Fasia-Jansen-Gesamtschule                           | Innenstadt         | Gesamtschule |               | 1314                 | kommunal                     | Fasia Jansen (1929–1997) war eine Oberhausener Liedermacherin und Friedensaktivistin. | Bis 2014 trug die Schule den Namen Gesamtschule Alt-Oberhausen. Neben dem Hauptgebäude gibt es für die fünfte und sechste Klasse die Dépendance Schönefeld in Dümpten. | Fasia-Jansen-Gesamtschule                     |
| Freiherr-vom-Stein-Gymnasium                        | Sterkrade-Mitte    | Gymnasium    | 1905          | 1077                 | kommunal                     | Heinrich Freiherr vom Stein (1757–1831) war ein preußischer Staatsmann und Reformer. | Das Schulgebäude des Freiherr-vom-Stein-Gymnasiums wurde 1991 als Nr. 90 in die Denkmalliste für die Stadt Oberhausen aufgenommen. | Freiherr-vom-Stein-Gymnasium                  |
| Friedrich-Ebert-Realschule                          | Sterkrade-Mitte    | Realschule   |               | 922                  | kommunal                     | Friedrich Ebert (1871–1925) war ein deutscher Politiker der SPD und erster Reichspräsident der Weimarer Republik. | |                                               |
| Grundschule am Froschenteich                        | Bermensfeld        | Grundschule  | 1968          | 393                  | kommunal                     | Hier befand sich früher ein großer Teich mit vielen Fröschen. | Bis 1988 hieß die Schule Gemeinschaftsgrundschule Bermensfeld. |                                               |
| Glück-Auf-Schule                                    | Schwarze Heide     | Förderschule |               | 365                  | kommunal                     | | Die heutige Glück-Auf-Schule entstand 2015 als Schule an der Hagedornstraße aus der Zusammenlegung der Herderschule mit der Christian-Morgenstern-Schule. Im Gebäude der CMS befand sich die Dépendance Rechenacker. Aktuell befindet sich der zweite Standort an der Teutoburger Straße in den Gebäuden der ehemaligen Otfried-Preußler-Schule. |                                               |
| Hans-Böckler-Berufskolleg                           | Innenstadt         | Berufskolleg | 1936          | 2102                 | kommunal                     | Hans Böckler (1875–1951) war ein deutscher Politiker und Gewerkschaftsfunktionär. | | Hans-Böckler-Berufskolleg                     |
| Hans-Sachs-Berufskolleg                             | Lirich-Süd         | Berufskolleg | 1865          | 2121                 | kommunal                     | Hans Sachs (1494–1576) war ein Spruchdichter, Meistersinger und Dramatiker. | | weitere Bilder                                |
| Hartmannschule                                      | Königshardt        | Grundschule  | 1877          | 240                  | kommunal                     | Die Schule wurde auf einem Feld des Bauern Hartmann erbaut. | |                                               |
| Heinrich-Böll-Gesamtschule                          | Schmachtendorf     | Gesamtschule | 1981          | 1350                 | kommunal                     | Heinrich Böll (1917–1985) war ein deutscher Schriftsteller. | Die Heinrich-Böll-Gesamtschule ist eine Europaschule. Sie hat eine Zweigstelle in Königshardt. |                                               |
| Heinrich-Heine-Gymnasium                            | Schlad             | Gymnasium    | 1873          | 910                  | kommunal                     | Heinrich Heine (1797–1856) war ein deutscher Dichter und Schriftsteller. | Erster Vorläufer des Heinrich-Heine-Gymnasiums war 1873 die Höhere Bürgerschule in Oberhausen, die sich ab 1902 „Realgymnasium“ nannte. 1916 kam es zu einer Teilung in ein Königliches Realgymnasium und eine Städtische Oberrealschule, aus der 1960 das Novalis-Gymnasium hervorging. Das Realgymnasium erhielt nach mehreren Umbenennungen 1975 den Namen Heinrich-Heine-Gymnasium. 1987 wurden „Heine“ und „Novalis“ zusammengelegt, wobei das ehemalige Gebäude des Novalis-Gymnasiums für die neue Gesamtschule Alt-Oberhausen (heute: Fasia-Jansen-Gesamtschule) genutzt wurde.                                  | Heinrich-Heine-Gymnasium                      |
| Hirschkampschule                                    | Walsumermark-Brink | Grundschule  |               | 330                  | kommunal                     | Die Schule befindet sich in der Nähe des Hirschkamper Waldes. | Die Hirschkampschule besitzt einen Standort im Ortsteil Brink und eine Zweigstelle im Kern Walsumermarks. |                                               |
| Jacobischule                                        | Osterfeld          | Grundschule  | 1914          | 260                  | kommunal                     | Die Jacobischule befindet sich in der Nähe der ehemaligen Zeche Jacobi. | Bis 1968 war die Jacobischule eine katholische Bekenntnisschule, bevor sie mit der benachbarten evangelischen Harkortschule zusammengelegt worden ist. |                                               |
| Käthe-Kollwitz-Berufskolleg                         | Osterfeld-Heide    | Berufskolleg |               | 1081                 | kommunal                     | Käthe Kollwitz (1867–1945) war eine deutsche Künstlerin. | |                                               |
| Kastellschule                                       | Holten             | Grundschule  | vor 1525      | 176                  | kommunal                     | Die Schule befand sich früher im Kastell Holten und liegt auch heute noch in dessen Nähe. | | weitere Bilder                                |
| Gesamtschule an der Knappenstraße                   |                    | Gesamtschule | 2024          | 123                  | kommunal                     | Der künftige Hauptstandort wird an der Knappenstraße liegen. | Zum Schuljahr 2024/25 nahm die Schule ihren Betrieb mit der Jahrgangsstufe 5 in den Räumlichkeiten des ein Jahr zuvor geschlossenen Niederrhein-Kollegs auf. |                                               |
| Dépendance Königshardt (Heinrich-Böll-Gesamtschule) | Königshardt        | Gesamtschule |               |                      | kommunal                     | Die Dépendance befindet sich im Stadtteil Königshardt. | |                                               |
| Königschule                                         | Biefang            | Grundschule  | 1753          | 206                  | kommunal                     | Die Schule wurde mithilfe von Spenden des preußischen Königs Friedrich der Große errichtet. | Im November 2015 legte die Verwaltung der Stadt Oberhausen einen Plan zu Schulschließungen vor, der unter anderem das baldige Ende der Königschule vorsah. Der Rat der Stadt lehnte die Schließung jedoch 2016 ab. |                                               |
| Landwehrschule                                      | Alstaden           | Grundschule  | 1876          | 389                  | kommunal                     | Die Landwehrschule liegt nahe der alten Bergischen Landwehr, die im Mittelalter zum Schutze der Ortschaft Alstaden errichtet worden war.                                                                                        | | Landwehrschule                                |
| Luisenschule                                        | Styrum             | Grundschule  |               | 208                  | katholisch                   | | Als katholische Bekenntnisgrundschule ist die Luisenschule eng mit der katholischen Gemeinde St. Joseph verbunden. |                                               |
| Marienschule                                        | Marienviertel      | Grundschule  | 1845          | 216                  | katholisch                   | In der Nähe der Schule befindet sich die Oberhausener Marienkirche. | Als katholische Bekenntnisgrundschule ist die Marienschule eng mit der katholischen Gemeinde St. Marien verbunden. |                                               |
| Melanchthonschule                                   | Alsfeld            | Grundschule  |               | 259                  | kommunal                     | Philipp Melanchthon (1497–1560) war neben Martin Luther eine treibende Kraft der Reformation. | |                                               |
| Grundschule an der Oranienstraße                    | Schmachtendorf     | Grundschule  | 2017          | 308                  | kommunal                     | Die Schule liegt an der Oranienstraße. | Die Schule an der Oranienstraße entstand 2017 aus der Zusammenlegung der katholischen Dunkelschlagschule mit der Grundschule Schmachtendorf. |                                               |
| Gesamtschule Osterfeld                              | Osterfeld          | Gesamtschule | 1969          | 1492                 | kommunal                     | Die Schule liegt im Stadtteil Osterfeld. | | weitere Bilder                                |
| Overbergschule                                      | Vonderort          | Grundschule  | 1907          | 244                  | katholisch                   | Bernhard Heinrich Overberg (1754–1826) war ein katholischer Theologe und Pädagoge. | Als katholische Bekenntnisgrundschule ist die Overbergschule eng mit der katholischen Gemeinde St. Pankratius verbunden. |                                               |
| Postwegschule                                       | Alsfeld            | Grundschule  |               | 214                  | katholisch                   | Die Schule liegt am Postweg, einer alten Straße, die bereits im 16. Jahrhundert zum Transport von Briefen genutzt wurde. | Als katholische Bekenntnisgrundschule ist die Postwegschule eng mit der katholischen Gemeinde Herz Jesu verbunden. |                                               |
| Robert-Koch-Schule                                  | Osterfeld-Heide    | Grundschule  | 1960          | 416                  | kommunal                     | Robert Koch (1843–1910) war ein deutscher Mediziner und Mikrobiologe. | Die Schule befindet sich jetzt am ehemaligen Standort der Hauptschule Eisenheim. |                                               |
| Rolandschule                                        | Dümpten            | Grundschule  | 1874          | 218                  | kommunal                     | Die Rolandschule liegt nahe der ehemaligen Zeche Roland. | |                                               |
| GK Ruhrschule                                       | Alstaden           | Grundschule  | 1899          | 359                  | katholisch                   | Die Ruhrschule liegt im Stadtteil Alstaden, in direkter Nähe zur Ruhr. Es ist unbekannt, warum sie nicht „KG“ (Katholische Grundschule), wie die anderen katholischen Grundschulen heißt, sondern „GK“.                         | Als katholische Bekenntnisgrundschule ist die Ruhrschule eng mit der katholischen Gemeinde St. Antonius verbunden. Sie ist 2019 ins ehemalige Gebäude der Hauptschule Alstaden, an die Bebelstraße in der Ortsmitte, gezogen. Das alte Schulgebäude wurde abgerissen. | ehem. Gebäude der GK Ruhrschule am Lickenberg |
| Schillerschule                                      | Vonderort          | Förderschule |               | 311                  | kommunal                     | Friedrich Schiller (1759–1805) war ein deutscher Dichter. | Die Schillerschule hat zwei Standorte: das Hauptgebäude in Vonderort und die Comeniusschule in Klosterhardt. |                                               |
| Dépendance Schönefeld (Fasia-Jansen-Gesamtschule)   | Dümpten            | Gesamtschule |               |                      | kommunal                     | Die Dépendance befindet sich in der Straße Schönefeld. | |                                               |
| Schwarze-Heide-Schule                               | Schwarze Heide     | Grundschule  |               | 290                  | kommunal                     | Die Schule liegt im Stadtteil Schwarze Heide. | |                                               |
| Schule am Siedlerweg                                | Tackenberg         | Grundschule  | 2012          | 345                  | kommunal                     | Die Schule befindet sich am Siedlerweg. | |                                               |
| Sophie-Scholl-Gymnasium                             | Sterkrade-Mitte    | Gymnasium    |               | 1175                 | kommunal                     | Sophie Scholl (1921–1943) war eine deutsche Widerstandskämpferin, die wegen der Mitgliedschaft in der Widerstandsbewegung Weiße Rose unter der Diktatur der NSDAP hingerichtet wurde.                                           | | Sophie-Scholl-Gymnasium                       |
| Steinbrinkschule                                    | Sterkrade-Mitte    | Grundschule  |               | 286                  | kommunal                     | „Op den Steenbrink“ ist eine alte Katasterbezeichnung mit der Bedeutung „Grashügel mit Steinen“, die zur Benennung der Steinbrinkstraße und der Steinbrinkschule geführt hat.                                                   | Das Schulgebäude der Steinbrinkschule wurde 1991 als Nr. 93 in die Denkmalliste für die Stadt Oberhausen aufgenommen. | Steinbrinkschule                              |
| Theodor-Heuss-Realschule                            | Tackenberg         | Realschule   | 1939          | 732                  | kommunal                     | Theodor Heuss (1884–1963) war ein deutscher Politiker verschiedener liberaler Parteien und von 1949 bis 1959 erster Bundespräsident.                                                                                            | |                                               |
| Gesamtschule Weierheide                             | Schwarze Heide     | Gesamtschule |               | 940                  | kommunal                     | Die Schule liegt im Ortsteil Weierheide. | Die Gesamtschule Weierheide hat eine Dépendance in Buschhausen. |                                               |
| Wunderschule                                        | Lirich             | Grundschule  | 2012          | 324                  | kommunal                     | Die Schule befindet sich an der Wunderstraße. | Die Wunderschule entstand im Sommer 2012 aus der Zusammenlegung der Gemeinschaftsschule Emscherschule und der katholischen Bekenntnisschule Katharinenschule. Bis 2014 hieß sie Schule an der Wunderstraße. |                                               |

## Liste ehemaliger Schulen
Die Liste ehemaliger Schulen listet einige, belegbare Schulen, die im Stadtgebiet des heutigen Oberhausens existierten, auf. Schulen, deren Schulform später geändert worden ist, finden sich unter ihrer aktuellen Schulform in der obigen Liste und der ehemaligen Schulform in dieser Liste. Schulen, die lediglich ihren Namen geändert haben, stehen nicht in dieser Liste.
| Name                          | Stadtteil       | Schulform    | Gründungsjahr | Jahr der Schließung | Trägerschaft | Namensherkunft | Bemerkungen | Bild                                                                  |
| ----------------------------- | --------------- | ------------ | ------------- | ------------------- | ------------ | --- | --- | --------------------------------------------------------------------- |
| Albert-Schweitzer-Hauptschule | Tackenberg-Ost  | Hauptschule  | 1958          | 2017                | kommunal     | Albert Schweitzer, 1875–1965, deutsch-französischer Philosoph, Theologe und Pazifist | Die mit dem Namen Elpenbach-Hauptschule gegründete Schule lag zwischen Schwarzwaldstraße, Elpenbachstraße, Tackenbergstraße und An St. Jakobus. Sie wurde 2022 abgerissen. Dort ist ein Neubauprojekt mit 65 Wohnungen geplant. |                                                                       |
| Hauptschule Alstaden          | Alstaden        | Hauptschule  | 1968          | 2018                | kommunal     | Die Schule befand sich im Stadtteil Alstaden. | 1875 wurde die Schule als katholische Bekenntnisschule mit dem Namen Alstader Schule gegründet. Mit der Errichtung der benachbarten Antoniuskirche erhielt sie den Namen Antoniusschule, den sie bis zur Zeit des Nationalsozialismus behielt. Während dieser Zeit wurde aus der Bekenntnisschule eine Gemeinschaftsschule mit dem Namen Schule Alstaden. 1945 wurde die Schule als katholische Bekenntnisgrundschule Antoniusschule wiedereröffnet, bevor sie 1968 im Rahmen der Schulreform zur städtischen Hauptschule Alstaden wurde. Seit 2013 lief die Hauptschule sukzessive aus und ist seit Sommer 2018 geschlossen. Im Sommer 2019 zog die GK Ruhrschule in die Gebäude der Hauptschule um, welche dafür aufwendig renoviert wurden. | Hauptschule Alstaden                                                  |
| Antoniusschule                | Alstaden        | Volksschule  | 1875          | 1968                | katholisch   | Die Schule lag nahe der Antoniuskirche. | Die Antoniusschule wurde 1968 im Rahmen der Schulreform zur Hauptschule Alstaden. |                                                                       |
| Christian-Morgenstern-Schule  | Alstaden        | Förderschule | 1988          | 2015                | kommunal     | Christian Morgenstern (1871–1914) war ein deutscher Dichter und Schriftsteller. | Aus der Christian-Morgenstern- und der Herderschule entstand die „Schule an der Hagedornstraße“ mit der Dépendance Rechenacker. |                                                                       |
| Dietrich-Bonhoeffer-Schule    | Tackenberg      | Grundschule  |               | 2012                | kommunal     | Dietrich Bonhoeffer (1906–1945) war ein lutherischer Theologe, der am deutschen Widerstand gegen den Nationalsozialismus beteiligt war. Er wurde auf ausdrücklichen Befehl Adolf Hitlers im KZ Flossenbürg hingerichtet.                 | Aus der Dietrich-Bonhoeffer-Schule und der Kardinal-von-Galen-Schule entstand 2012 die „Schule am Siedlerweg“. |                                                                       |
| ev. Dümpter Schule            | Dümpten         | Volksschule  | 1891          |                     | evangelisch  | Die Schule lag an der Landwehrstraße (heute Wehrstraße) in Dümpten (Oberhausen). | Die Schule wurde später zu der ministeriell anerkannten Industrie-Versuchsschule Dümpter Schule und war seit 1953 Sitz des Niederrhein-Kollegs. |                                                                       |
| Dunkelschlagschule            | Schmachtendorf  | Grundschule  | 1895          | 2017                | katholisch   | Die Schule lag am Dunkelschlag. | Als katholische Bekenntnisgrundschule war die Dunkelschlagschule eng mit der katholischen Gemeinde St. Josef verbunden. 2017 wurde die Dunkelschlagschule mit der Grundschule Schmachtendorf zur Grundschule an der Oranienstraße zusammengeschlossen. |                                                                       |
| Hauptschule Eisenheim         | Osterfeld-Heide | Hauptschule  |               | 2015                | kommunal     | Die Schule liegt in der Siedlung Eisenheim. | Die Hauptschule Eisenheim lief wegen mangelnder Schülerzahlen bis zum Schuljahr 2014/2015 hin sukzessive aus und wurde 2015 geschlossen. In den Gebäuden befindet sich jetzt die Robert-Koch-Schule. |                                                                       |
| Emscherschule                 | Lirich          | Grundschule  |               | 2012                | kommunal     | Die Schule liegt im Stadtteil Lirich, nahe der Emscher. | Die Emscherschule wurde 2012 mit der benachbarten katholischen Katharinenschule zur Schule an der Wunderstraße zusammengelegt. |                                                                       |
| Forsthofschule                | Alsfeld         | Grundschule  | 1907          | 1998                | evangelisch  | Die Schule befand sich in der Nähe der Forsthofstraße im Stadtteil Alsfeld. | 1998 wurde sie mit der katholischen Alsfeldschule zusammengelegt, die dann als Gemeinschaftsgrundschule fortgeführt wurde. |                                                                       |
| Fröbelschule                  | Rothebusch      | Förderschule | 1949          | 2015                | kommunal     | Friedrich Fröbel (1782–1852) war ein deutscher Pädagoge und Begründer des Kindergartens. | |                                                                       |
| Havensteinschule              | Borbeck         | Grundschule  |               |                     | kommunal     | Berthold Otto Havenstein (1867–1945) war von 1906 bis 1930 Oberbürgermeister von Oberhausen. | Das Schulgebäude der Havensteinschule, 1925/26 vom Architekten Eduard Jüngerich entworfen, wurde 1998 als Nr. 140 in die Denkmalliste für die Stadt Oberhausen aufgenommen. Zum Schuljahr 2018/19 wurde die Havensteinschule mit der Schule am Froschenteich zusammengelegt und als „Teilstandort Havenstein“ weitergeführt. | Havensteinschule                                                      |
| Herderschule                  | Schwarze Heide  | Förderschule |               | 2015                | kommunal     | Johann Gottfried Herder (1744–1803) war ein deutscher Dichter, Theologe und Schriftsteller. | Aus der Herder- und der Christian-Morgenstern-Schule entstand die „Schule an der Hagedornstraße“. |                                                                       |
| Johannesschule                | Schlad          | Grundschule  |               | 2012                | katholisch   | Die Schule lag nahe der Johanneskirche. | Die Johannesschule wurde 2012 mit der benachbarten Astrid-Lindgren-Schule zur Schule an der Stiftstraße zusammengeschlossen. |                                                                       |
| Josefschule                   | Lirich-Süd      | Grundschule  |               | 2015                | kommunal     | | Die Josefschule lief bis zum Schuljahr 2014/2015 sukzessive aus und ist 2015 geschlossen worden. Die Schule wurde abgerissen, aktuell wird dort ein Pflegeheim errichtet. |                                                                       |
| Kardinal-von-Galen-Schule     | Tackenberg      | Grundschule  |               | 2012                | katholisch   | Clemens Kardinal Graf von Galen (1878–1946) war Bischof von Münster und Gegner des Nationalsozialismus. Er zählt zu den Seligen der Katholischen Kirche.                                                                                 | Die Schule wurde 2012 mit der benachbarten Dietrich-Bonhoeffer-Schule zur „Schule am Siedlerweg“ zusammengeschlossen. |                                                                       |
| Katharinenschule              | Lirich          | Grundschule  |               | 2012                | katholisch   | Die Schule lag nahe der katholischen Katharinenkirche. | Die Katharinenschule wurde 2012 mit der benachbarten Emscherschule zur Schule an der Wunderstraße zusammengelegt. |                                                                       |
| Knappenschule                 | Knappenviertel  | Grundschule  |               | 2010                | katholisch   | Die Schule lag im Stadtteil Knappenviertel. | Die Schule wurde 2016 abgerissen. An dessen Stelle befindet sich heute eine Kindertagesstätte. |                                                                       |
| Lipperschule                  | Knappenviertel  | Volksschule  |               | etwa 1970           | katholisch   | Die Schule lag auf dem Gebiet der ehemaligen Lipperheide. | Die Lipperschule gehörte zu einem der vier Schulbezirke der Pfarrei St. Marien. Ihr Gebäude wird heute von der GGS Falkensteinschule genutzt. | Gebäude der ehemaligen Lipperschule, heute Teil der Falkensteinschule |
| Novalis-Gymnasium             | Innenstadt      | Gymnasium    |               | 1987                | kommunal     | Novalis, eigentlich Georg Philipp Friedrich von Hardenberg (1772–1801), war ein deutscher Schriftsteller der Frühromantik. | Die ehemalige Städtische Oberrealschule an der Schwartzstraße nahm 1945 ihren Betrieb als „Städtisches Naturwissenschaftliches Gymnasium“ wieder auf. 1960 wurde die Umbenennung in „Novalis-Gymnasium“ beschlossen. 1987 kam es zur Fusion mit dem Heinrich-Heine-Gymnasium, das seinen Namen und seine Gebäude behielt, während die Räumlichkeiten an der Schwartzstraße der neu gegründeten Gesamtschule Alt-Oberhausen (heute: Fasia-Jansen-Gesamtschule) zur Verfügung gestellt wurden. | Ehemaliges Novalis-Gymnasium (1963)                                   |
| Osterfelder-Heide-Schule      | Osterfeld-Heide | Grundschule  | 1878          |                     | kommunal     | Die Schule lag im Stadtteil Osterfeld-Heide. | Im November 2015 legte die Verwaltung der Stadt Oberhausen einen Plan vor, der unter anderem das baldige Ende der Osterfelder-Heide-Schule vorsah. Mittlerweile wurde die Schule aufgelöst. | weitere Bilder                                                        |
| Otfried-Preußler-Schule       | Sterkrade       | Förderschule |               | 2015                | kommunal     | Otfried Preußler, 1923–2013, Kinderbuchautor | Aktuell befindet sich in den Räumlichkeiten der ehemaligen Otfried-Preußler-Schule eine Dépendance der Glück-Auf-Schule, einer Förderschule für Lernen und emotionale und soziale Entwicklung. |                                                                       |
| Peterschule                   | Lirich-Süd      | Grundschule  |               |                     | katholisch   | Die Schule lag nahe der katholischen Peterskirche. | Die Peterschule wurde mit der benachbarten Concordiaschule zusammengelegt. |                                                                       |
| Sankt-Martin-Schule           | Innenstadt      | Grundschule  |               | 2016                | katholisch   | Martin von Tours (316/317–397) war der dritte Bischof von Tours und zählt zu den bekanntesten Heiligen der katholischen Kirche. | Als katholische Bekenntnisgrundschule war die Sankt-Martin-Schule eng mit der katholischen Gemeinde Herz Jesu verbunden. 2015 beschloss die Verwaltung der Stadt Oberhausen, die Sankt-Martin-Schule wegen mangelnder Schülerzahlen zum Schuljahr 2016 hin aufzulösen. Bis Anfang 2018 wurde der Altbau der Schule abgerissen. Im Anschluss wurde das Gelände mit einer Kindertagesstätte neu bebaut. |                                                                       |
| Grundschule Schmachtendorf    | Schmachtendorf  | Grundschule  |               | 2017                | kommunal     | Die Schule lag im Stadtteil Schmachtendorf. | 2017 wurde die Schule mit der Dunkelschlagschule zur Schule an der Oranienstraße zusammengeschlossen. |                                                                       |
| Hauptschule Schönefeld        | Dümpten         | Hauptschule  |               | 1987                | kommunal     | Die Schule lag an der Straße Schönefeld | Auf dem Gelände der ehemaligen Hauptschule nahm 1987 die heutige Fasia-Jansen-Gesamtschule ihren Betrieb mit der Dépendance Schönefeld auf. |                                                                       |
| Hauptschule St. Michael       | Knappenviertel  | Hauptschule  | 1968          | 2016                | katholisch   | Die Hauptschule St. Michael lag nahe der dem Erzengel Michael geweihten Kirche St. Michael. | Auf dem Gelände der inzwischen abgerissenen Hauptschule soll die „Gesamtschule an der Knappenstraße“ entstehen. |                                                                       |
| Stötznerschule                | Schlad          | Förderschule | 1959          | 2015                | kommunal     | Heinrich Ernst Stötzner (1832–1910) war ein deutscher Pädagoge. | | Stötznerschule (ehemals Schladschule)                                 |
| Tackenbergschule              | Tackenberg      | Grundschule  |               | 2014                | kommunal     | Die Schule lag im Stadtteil Tackenberg. | Die Tackenbergschule beherbergte zeitweise das Stadtarchiv und diente im Jahr 2015 vorübergehend als Unterkunft für Flüchtlinge. 2020 wurden die Gebäude zugunsten nachfolgender Wohnbebauung abgerissen. |                                                                       |
| Vennepothschule               | Dümpten         | Grundschule  |               | 2015                | kommunal     | Die Vennepothschule ist nach einer alten Flurbezeichnung benannt, die auf eine Bodenvertiefung („Poth“) hinweist, in der sich Wasser sammelte, das von kleinen Wasserläufen („Venne“) von der Rheinhauptterrasse hergeleitet worden ist. | Die Vennepothschule lief wegen mangelnder Schülerzahlen zum Schuljahr 2014/2015 hin sukzessive aus und wurde 2015 geschlossen. 2018 wurde das Schulgebäude abgerissen. Inzwischen sind auf dem Gelände mehrere Wohnhäuser entstanden. |                                                                       |
| Pestalozzi Schule             | Sterkrade       | Grundschule  |               |                     |              | | Standort war an der Hirtenstraße. Sie musste der Autobahn 516 weichen |                                                                       |